# ابن شكر الله
ابن شكر الله (ت. 1160 هـ / 1747 م) هو عالم بالحكمة، من أهل الهند.
هو حمد الله بن شكر الله. له «الحاشية على الشمس البازغة» للجونفوري.